# Шамраївська сільська рада (Благовіщенський район)
| Шамраївська сільська рада — орган місцевого самоврядування у Благовіщенському районі Кіровоградської області з адміністративним центром у с. Шамраєве. Сільській раді підпорядковані населені пункти: - с. Шамраєве |

## Склад ради
Рада складається з 16 депутатів та голови.

### Керівний склад ради
| ПІБ                              | Основні відомості                                                                                  | Дата обрання | Дата звільнення |
| -------------------------------- | -------------------------------------------------------------------------------------------------- | ------------ | --------------- |
| Осієвський Володимир Валерійович | Сільський голова, 1977 року народження, освіта, член Всеукраїнського об'єднання 'Батьківщина'      | 26.03.2006   | 31.10.2010      |
| Осієвський Володимир Валерійович | Сільський голова, 1977 року народження, освіта вища, член Всеукраїнського об'єднання 'Батьківщина' | 31.10.2010   |                 |

Примітка: таблиця складена за даними джерела

## Населення
За переписом населення України 2001 року в сільській раді мешкало 1911 осіб.

### Мова
Розподіл населення за рідною мовою за даними перепису 2001 року:
| Мова       | Відсоток |
| ---------- | -------- |
| українська | 94,67 %  |
| циганська  | 3,50 %   |
| російська  | 1,62 %   |
| вірменська | 0,21 %   |